# Pons de Fos
Pour les articles homonymes, voir Pons.
Pons de Fos est le premier seigneur de Fos-sur-Mer, vivant à la fin du Xe siècle et au début du XIe siècle.

## Biographie
Pons de Fos est considéré comme l’un des fils de Pons de Marseille (910-979), dit major ou Pons de Fos, vicomte de Marseille, mais le fait n'est pas certain, même François-Alexandre de La Chenaye-Aubert, auteur du peu fiable Dictionnaire de la Noblesse donne l'information au conditionnel.
Il participe à l’expulsion des Sarrasins du pays des Maures en 970 et Guillaume le Libérateur, comte de Provence, le récompense en lui attribuant la garde du castrum de Fos ainsi que les castra d’Hyères, La Garde, Bormes et Pierrefeu à l'est  de la Provence.
En 992, Pons fonde l’abbaye de Saint-Gervais de Fos, à Fos-sur-Mer, avec un moine appelé Paton. En 1081, elle sera rattachée à Cluny et soustraite à l’ordinaire de l’archevêque d’Arles.
Pons de Fos refuse l'hommage au comte Guillaume II en 1018, peu après la majorité de ce dernier. Guillaume II, suivi de plusieurs seigneurs provençaux dont Fulco, vicomte de Marseille, assiège le château de Fos, mais est tué dans les combats. En 1020, Pons de Fos, refuse de nouveau l’hommage au nouveau comte de Provence.

## Famille
Un seul fils lui est connu :
- Guy, seigneur de Fos[1].